# موسیقی سول
موسیقی سول (به انگلیسی: Soul music) یکی از سبک‌های موسیقی است که خاستگاه آن کشور آمریکا است و ریشه در موسیقی کلیسایی و آر اند بی دارد.

## خاستگاه
وبگاه تالار مشاهیر راک اند رول موسیقی سول را برخاسته از تجربیات سیاهان مهاجر به آمریکا و نوعی دگردیسی موسیقی گاسپل و آراندبی با ریتم‌های فانکی و اشعار سکولار دانسته‌است. ریتم‌های گیرا که با دست زدن و حرکت‌های موزون بدن روی آن‌ها تأکید می‌شود از ویژگی‌های مهم موسیقی سول هستند. از دیگر مشخصه‌های موسیقی سول وجود بخش‌های سؤال و جواب‌گونه مابین خوانندهٔ اصلی و گروه کُر است.
اغلب از ری چارلز به خاطر ساخت یک مجموعه ترانه که اولین آن‌ها «I Got a Woman» ‏(۱۹۵۴) بود، به‌عنوان پدیدآورندهٔ موسیقی سول یاد می‌شود. چارلز خود به این واقعیت اذعان داشت که از لحاظ سبک آواز تحت تأثیر جسی ویتاکر خوانندهٔ گروه گاسپل Pilgrim Travelers بوده‌است. از دیدگاهی دیگر ۱ دهه طول کشید تا سول، شکل یک سبک مستقل را پیدا کند و ترانه‌های اولیهٔ سالومون برک که در دههٔ ۱۹۶۰ برای آتلانتیک رکوردز ضبط کرد اولین آثار واقعی موسیقی سول هستند. ترانه‌های «Cry to Me»‏، «Just Out of Reach»‏ و «Down in the Valley» از ساخته‌های دههٔ ۶۰ سالومون برک هستند که به‌عنوان آثار کلاسیک سبک سول شناخته می‌شوند.
از دیگر هنرمندان مهم این سبک در دههٔ ۱۹۶۰ می‌توان از اوتیس ردینگ، سَم کوک، ادی فلوید، هاوارد تیت و آرتا فرانکلین نام برد.